# 31 př. n. l.

## Události
- Bitva u Actia – Octaviánus Augustus poráží Marca Antonia

## Hlavy států
- Parthská říše – Fraatés IV. (38 – 2 př. n. l.)
- Egypt – Ptolemaios XV. Kaisarion Filopatór Filométor (44 – 30 př. n. l.)
- Čína – Čcheng-ti (dynastie Západní Chan)